# Rinconsaurus
Rinconsaurus ist eine Gattung sauropoder Dinosaurier aus der Gruppe der Titanosauria, die während der Oberkreide (Turonium oder Coniacium) Südamerikas lebte. Wie alle Sauropoden war Rinconsaurus ein großer, quadrupeder (vierfüßiger) Pflanzenfresser mit langem Hals und Schwanz. 
Bisher sind Überreste von zwei erwachsenen und einem juvenilen Individuum bekannt, die alle am gleichen Fundort in der argentinischen Provinz Neuquén entdeckt wurden. Die einzige Art, Rinconsaurus caudamirus, wurde 2003 von Calvo und Riga erstbeschrieben. 
Rinconsaurus war eng verwandt mit Muyelensaurus, einem anderen Titanosaurier, der einige Kilometer vom Rinconsaurus-Fundort entfernt entdeckt wurde. Mit der Beschreibung von Muyelensaurus im Jahr 2007 stellten die Forscher eine neue Gruppe innerhalb der Titanosauria auf, die Rinconsauria, in der sie Rinconsaurus und Muyelensaurus einordnen.

## Merkmale
Wie der verwandte Muyelensaurus war Rinconsaurus ein ungewöhnlich schlanker, mittelgroßer Titanosaurier, der auf eine Länge von 11 Meter und eine Schulterhöhe von 2,5 Meter geschätzt wird. Obwohl der Schädel nur bruchstückhaft erhalten geblieben ist, wird davon ausgegangen, dass er wie bei anderen Titanosauriern lang und dünn war. Unterscheidungsmerkmale (Autapomorphien), an denen man die Gattung von anderen Gattungen abgrenzen kann, schließen Merkmale an den Wirbeln mit ein; so waren z. B. die Wirbelfortsätze der vorderen Rückenwirbel um mehr als 60 Grad nach hinten geneigt.

## Fund und Namensgebung
Die Fossilien wurden im Jahr 1997 von Gabriel Benítez in Cañadón Río Seco entdeckt, einer Fundstelle 2 km nördlich von Rincón de los Sauces nahe dem Fluss Río Colorado, und dann vom Team des argentinischen Paläontologen Jorge Calvo ausgegraben. Geologisch gehört die Fundstelle zur Río-Neuquén-Formation und damit zur Neuquén-Gruppe; die Ablagerungen werden auf das Turonium bis Coniacium datiert. 
Die Überreste bestehen aus Rückenwirbeln, Schwanzwirbeln im anatomischen Verbund, Beckenknochen, Bein- und Armknochen und einigen Schädelknochen (unter anderem ein Kiefer mit Zähnen). Alle Knochen lagen miteinander assoziiert vor, wobei aufgrund der morphologischen Ähnlichkeit gleicher Knochen davon ausgegangen wird, dass die Knochenansammlung monospezifisch ist, das heißt, dass alle Knochen zur gleichen Spezies gehörten. Die am besten erhaltenen Knochen, eine Serie aus verbundenen Schwanzwirbeln, wurde in „Lebensposition“ mit zwei Darmbeinen gefunden.
Der Name Rinconsaurus ist von Rincón de los Sauces abgeleitet, der Stadt, bei der die Knochen gefunden wurden, und von sauros (gr.) – „Echse“. Das Artepitheth caudamirus ist abgeleitet von den lateinischen Wörtern cauda – „Schwanz“ und mirus – „verblüffend“, „erstaunlich“. Der Name kann somit frei als „Dinosaurier aus Rincón de los Sauces mit dem verblüffenden Schwanz“ übersetzt werden.